# Polybius (cráter)
Polybius es un cráter de impacto situado en la parte sureste de la Luna. Se localiza al sur-sureste del cráter de mayor tamaño Catharina, en el área enmarcada por la cresta Rupes Altai. A cierta distancia al noreste se halla el Mare Nectaris, con los cráteres inundados de lava Beaumont y Fracastorius.
|  |  |

El brocal de Polybius aparece ligeramente distendido en el noreste, con un corte que atraviesa la pared norte, si bien solo muestra signos menores de erosión. El suelo interior es plano y casi sin rasgos destacables, y carece de elevación central. Al sur y al este, el sistema de marcas radiales de Tycho atraviesa los cráteres Polybius A y Polybius B, ambos con forma de cuenco.

## Cráteres satélite
Por convención estos elementos son identificados en los mapas lunares poniendo la letra en el lado del punto medio del cráter que está más cerca de Polybius.
|          | \| Polybius \| Coordenadas \| Diámetro \| \| -------- \| ----------------------------- \| -------- \| \| A \| 23°00′S 28°00′E / -23.0, 28.0 \| 17 km \| \| B \| 25°30′S 25°30′E / -25.5, 25.5 \| 12 km \| \| C \| 22°00′S 23°36′E / -22.0, 23.6 \| 29 km \| \| D \| 26°54′S 27°54′E / -26.9, 27.9 \| 9 km \| \| E \| 24°24′S 26°12′E / -24.4, 26.2 \| 9 km \| \| F \| 22°12′S 23°00′E / -22.2, 23.0 \| 21 km \| \| G \| 22°30′S 22°42′E / -22.5, 22.7 \| 5 km \| \| H \| 21°06′S 22°42′E / -21.1, 22.7 \| 8 km \| \| J \| 22°42′S 23°30′E / -22.7, 23.5 \| 9 km \| \| K \| 24°18′S 25°18′E / -24.3, 25.3 \| 14 km \| \| L \| 22°00′S 28°12′E / -22.0, 28.2 \| 7 km \| \| M \| 21°18′S 22°06′E / -21.3, 22.1 \| 6 km \| \| N \| 23°24′S 26°48′E / -23.4, 26.8 \| 13 km \| \| P \| 21°30′S 22°54′E / -21.5, 22.9 \| 17 km \| \| Q \| 25°06′S 27°30′E / -25.1, 27.5 \| 6 km \| \| R \| 25°36′S 27°18′E / -25.6, 27.3 \| 7 km \| \| T \| 26°06′S 25°30′E / -26.1, 25.5 \| 12 km \| \| V \| 25°12′S 29°06′E / -25.2, 29.1 \| 6 km \| |          |
| Polybius | Coordenadas | Diámetro |
| A        | 23°00′S 28°00′E / -23.0, 28.0 | 17 km    |
| B        | 25°30′S 25°30′E / -25.5, 25.5 | 12 km    |
| C        | 22°00′S 23°36′E / -22.0, 23.6 | 29 km    |
| D        | 26°54′S 27°54′E / -26.9, 27.9 | 9 km     |
| E        | 24°24′S 26°12′E / -24.4, 26.2 | 9 km     |
| F        | 22°12′S 23°00′E / -22.2, 23.0 | 21 km    |
| G        | 22°30′S 22°42′E / -22.5, 22.7 | 5 km     |
| H        | 21°06′S 22°42′E / -21.1, 22.7 | 8 km     |
| J        | 22°42′S 23°30′E / -22.7, 23.5 | 9 km     |
| K        | 24°18′S 25°18′E / -24.3, 25.3 | 14 km    |
| L        | 22°00′S 28°12′E / -22.0, 28.2 | 7 km     |
| M        | 21°18′S 22°06′E / -21.3, 22.1 | 6 km     |
| N        | 23°24′S 26°48′E / -23.4, 26.8 | 13 km    |
| P        | 21°30′S 22°54′E / -21.5, 22.9 | 17 km    |
| Q        | 25°06′S 27°30′E / -25.1, 27.5 | 6 km     |
| R        | 25°36′S 27°18′E / -25.6, 27.3 | 7 km     |
| T        | 26°06′S 25°30′E / -26.1, 25.5 | 12 km    |
| V        | 25°12′S 29°06′E / -25.2, 29.1 | 6 km     |